# Eburodacrys vespertina
Eburodacrys vespertina là một loài bọ cánh cứng trong họ Cerambycidae.